# Asadipus bucks
Asadipus bucks là một loài nhện trong họ Lamponidae. Loài này được phát hiện ở Nam Úc tại Victoria